# 장국량
장국량(중국어 정체자: 張國樑, 병음: Zhang Guoliang, 1823년 - 1860년)은 청나라 말기의 군인이다. 광동성 구요 출으로, 신초명은 가상(嘉祥), 자는 전신(殿臣)이다.

## 생애
젊은 시절부터 임협을 즐겨 비적이 되었지만, 광동성 안찰사 노숭광의 추천으로 관군에 들어갔다. 1851년 함풍 원년, 수비에 발탁되어 흠차대신 향영의 부대에 배속되었고, 향영을 따라 호남성으로 들어 태평천국군과 싸웠다. 1853년 함풍 3년부터 남경 교외의 강남대영에 주둔하면서 태평천국군과 전투를 벌였고, 총군사로 승진했다.
1856년 함풍 6년, 강소순무 지루항가(吉爾杭阿)가 진강에서 전사했기 때문에 원병으로 갔다. 그러나 이때 태평천국군은 남경에서 강남대영으로 진군했다. 향영은 저항하지 못했고, 징국량은 진강에서 급히 되돌아 왔다. 태평천국군에게 포위망을 뚫리자 강남대영은 괴멸되었고, 향영과 함께 단양으로 물러났다. (제1차 강남대영 공략). 이때 장국량군은 용감히 싸웠고, 장강남북의 여러 군에서 태평천국군이 두려워한 것은 장국량뿐이었다고 한다. 향영의 사후 화춘이 후임 흠차대신이 되었다.
1857년 함풍 7년, 호남제독이 되어 5년 만에 전장을 회복했다. 강남대영을 재건하고 화춘과 함께 남경을 다시 포위했다. 이듬해 1858년에 양주를 회복했고, 강남제독으로 이동했다.
하지만 1860년 함풍 10년, 태평천국군은 다시 강남대영을 공격하기 시작했다. 또 다시 포위망이 무너지면서 청군은 강남대영을 지키지 못했고, 화춘과 징국량은 단양으로 물러났다. (제2차 강남대영 공략). 장국량은 단양에서도 패배를 당하고, 도하 중에 익사했다. 잔존 병력은 부하인 풍자재가 수습하여 전장에서 태평천국에 저항을 했다.
사후 태자태보(太子太保)와 충무(忠武)의 시호가 주어졌다.

## 관련자료
- 《청사고》, 401권, 열전 188